# Франц Карл Австрийский (1893—1918)
Эрцгерцог Франц Карл Сальватор Австрийский (нем. Franz Karl Salvator Marie Joseph Ignaz von Österreich-Toskana; 17 февраля 1893, Вельс, Австро-Венгрия — 10 декабря 1918, Вальзее-Зиндельбург, Первая Австрийская республика) —  представитель тосканской ветви Габсбург-Лотарингского дома. Участник Первой мировой войны.

## Биография
Франц родился 17 февраля 1893 года, в замке Лихтенегг. Он был старшим сыном и вторым ребёнком Франца Сальватора Австрийского (1866—1939) и его жены Марии Валерии Австрийской (1868—1924). Его родители приходились друг друг четвероюродными братом и сестрой.
Сначала он учился в военном училище, которое он покинул в звании старшего лейтенанта. Во время Первой мировой войны он воевал на Сербском, Румынском и Восточном фронтах. Осенью 1918 года началось распространение Испанского гриппа. В конце Первой мировой войны он им заболел.
Умер через несколько месяцев, 10 декабря 1918 года. Женат не был. Детей не имел.